# Ternesit
Ternesit ist ein sehr selten vorkommendes Mineral aus der Mineralklasse der „Silikate und Germanate“ mit der chemischen Zusammensetzung Ca5[SO4|(SiO4)2] und damit chemisch gesehen ein Calcium-Sulfat-Silikat.
Ternesit kristallisiert im orthorhombischen Kristallsystem und entwickelt farblose, prismatische Kristalle bis etwa 0,2 mm Länge, die meist zu radialstrahligen Mineral-Aggregaten verbunden sind. In dieser Form erscheint Ternesit hellblau. Auch hellgrüne und braune Ternesite sind bekannt.

## Etymologie und Geschichte
Ternesit wurde 1995 als Mineral anerkannt und ist nach Bernd Ternes aus Mayen, Deutschland benannt, der das Mineral fand und Exemplare für Untersuchungen zur Verfügung stellte. Erstmals wurde das Mineral am Ettringer Bellerberg gefunden.

## Klassifikation
Da der Ternesit erst 1995 als eigenständiges Mineral anerkannt wurde, ist er in der seit 1977 veralteten 8. Auflage der Mineralsystematik nach Strunz noch nicht verzeichnet. Einzig im Lapis-Mineralienverzeichnis nach Stefan Weiß, das sich aus Rücksicht auf private Sammler und institutionelle Sammlungen noch nach dieser alten Form der Systematik von Karl Hugo Strunz richtet, erhielt das Mineral die System- und Mineral-Nr. VIII/B.22-65. In der „Lapis-Systematik“ entspricht dies der Klasse der „Silikate und Germanate“ und dort der Abteilung „Inselsilikate mit tetraederfremden Anionen“, wobei in den Gruppen VIII/B.12 bis 38 diejenigen Minerale eingeordnet sind, bei denen die Kationen eine Koordinationszahl zwischen [8] und [12] aufweisen. Ternesit bildet hier zusammen mit Afwillit, Aradit, Bultfonteinit, Galuskinit, Harrisonit, Hatrurit, Nabimusait, Nagelschmidtit, Olmiit, Poldervaartit, Silicocarnotit, Spurrit und Zadovit eine eigenständige, aber unbenannte Gruppe VIII/B.22 (Stand 2018).
Die seit 2001 gültige und von der International Mineralogical Association (IMA) zuletzt 2009 aktualisierte 9. Auflage der Strunz’schen Mineralsystematik ordnet den Ternesit in die Abteilung der „Inselsilikate (Nesosilikate)“ ein. Diese ist weiter unterteilt nach der möglichen Anwesenheit zusätzlicher Anionen, der Koordination der Kationen bzw. der Art der in der Verbindung vorherrschenden zusätzlichen Anionen, so dass das Mineral entsprechend seiner Zusammensetzung in der Unterabteilung „Inselsilikate mit CO3, SO4, PO4 usw.“ zu finden ist, wo es als einziges Mitglied die unbenannte Gruppe 9.AH.2 bildet.
Auch die vorwiegend im englischen Sprachraum gebräuchliche Systematik der Minerale nach Dana ordnet den Ternesit in die Klasse der „Silikate und Germanate“ und dort in die Abteilung der „Inselsilikate: SiO4-Gruppen und andere Anionen komplexer Kationen“ ein. Hier ist er als einziges Mitglied in der unbenannten Gruppe 53.02.04 innerhalb der Unterabteilung „Inselsilikate: SiO4-Gruppen und andere Anionen komplexer Kationen mit (SO4), (CrO4), (PO4) etc.“ zu finden.

## Kristallstruktur
Ternesit kristallisiert in der orthorhombischen Raumgruppe Pnma (Raumgruppen-Nr. 62) mit den Gitterparametern a = 6,86 Å; b = 15,39 Å und c = 10,18 Å sowie vier Formeleinheiten pro Elementarzelle.

## Bildung und Fundorte
Ternesit konnte nur an wenigen Fundorten nachgewiesen werden, bisher (Stand 2021) gelten 4 Regionen als gesichert.
In Deutschland konnte Ternesit im Steinbruch Caspar, Ettringen gefunden werden.
Außerhalb von Deutschland wurde Ternesit unter anderem in Karpinsk, Russland, Sévérac-d’Aveyron, Frankreich und in der Negev-Wüste, Israel gefunden.

## Verwendung
Belit-Calciumsulfoaluminat-Ternesit-Zement (BCT) wird als vielversprechendes Konzept in der Zementindustrie angesehen, da bei dessen Herstellung bis zu 30 Prozent weniger CO2 entstehen als bei normalem Portlandzementklinker.
Das Unternehmen HeidelbergCement hat zudem ein Patent zum 3D-Druck von Bauteilen und Gebäuden mit BCT-Zement angemeldet.